# Зосима (митрополит Московский)
Митрополи́т Зоси́ма Брада́тый (ум. после 1510, Спасо-Каменный монастырь) — митрополит Московский и всея Руси (1490—1494). У церковных историков XIX века имел репутацию тайного приверженца ереси жидовствующих.

## Биография
С 1485 года — архимандрит Московского Симонова монастыря.
Возведён на Московскую кафедру 26 сентября 1490, после смерти митрополита Геронтия, по воле великого князя, собором русских епископов. До того, с 1485 года, был архимандритом Симонова монастыря в Москве.
Находился в близких отношениях с Иваном III, вращался среди таких людей, как дьяк Фёдор Курицын, поп Алексей, Дионисий (см. жидовствующие), высказывался против казни еретиков.
Преподобный Иосиф Волоцкий сообщает в «Просветителе» слухи, обвинявшие Зосиму в содомии и кощунстве, в издевательстве над крестами и иконами, в отрицании загробной жизни. На основании этих «слухов», записанных Иосифом Волоцким, врагом Зосимы, установилось мнение, что Зосима был еретиком и только притворялся православным в интересах жидовствующих, для более удобного распространения ереси.
Список «богоотметных» книг, составленный Зосимой, а также написанное на основании соборного приговора «Смиренного Зосимы поучение всему православному христианству», прямо направленное против еретиков, молчание летописей по этому вопросу, замечание самого Иосифа Волоцкого, не скрывшего, что не все говорили против Зосимы — всё это дало возможность профессору Павлову отвергнуть общепринятое мнение о еретичестве Зосимы.
В 1492 году (соответствовавшем 7000 году «от сотворения мира») Зосима составил пасхалию на «осьмую тысящу лет». В предисловии к своему «Изложению Пасхалии» он сформулировал основы концепции «Москва — третий Рим», однако полная формула этой идеи содержится лишь в посланиях старца Филофея.
В 1494 году «своея ради немощи» или по свидетельству летописи вследствие того, что «непомерно держался пития и не радел о церкви Божией», а по выражению других летописей «за некое преткновение», Зосима оставил митрополию и поселился сначала в Симоновском, а затем в Троице-Сергиевском монастыре, где в 1496 году, «причащался божественных таин на орлеце, во всем святительском чину», то есть не был лишён сана.
Макарий (Булгаков) выдвинул версию о снисхождении в отношении Зосимы, ибо «он не был судим на Соборе, не был осуждён и наказан как еретик». Также Булгаков пишет: «Зосима был самый недостойный из всех Русских первосвятителей и единственный между ними не только еретик, но и вероотступник».
Е. Е. Голубинский пишет о том, что «Зосима был человек вовсе не святительской частной жизни: он предан был пьянству и содомитизму».
В Синодике начала XVII века, читаемом в Неделю Торжества Православия, имя Зосимы стоит на первом месте среди 43 анафематствуемых еретиков жидовствующих.